# V405 Andromedae
V405 Andromedae (V405 And) es un sistema estelar en la constelación de Andrómeda.
De magnitud aparente +11,0, se encuentra a una incierta distancia entre 25 y 35 pársecs —aproximadamente 100 años luz— del sistema solar.

## Características
V405 Andromedae es una estrella binaria cuyas componentes son dos enanas rojas. 
V405 Andromedae A, la estrella primaria, tiene tipo espectral M0V y una temperatura efectiva de 4050 ± 200 K.
Con un radio equivalente al 78% del radio solar, posee una masa ligeramente inferior a la mitad de la del Sol.
Su acompañante, V405 Andromedae B, tiene tipo espectral M5V y una temperatura de 3000 ± 300 K.
Tiene un radio de 0,24 radios solares y su masa es igual a una quinta parte de la masa solar.
El tamaño de ambas componentes es más grande que el que cabría esperar de acuerdo a la teoría de estructura estelar, lo que se debe a la existencia de fuertes campos magnéticos.
Aunque es difícil conocer con exactitud la edad de esta binaria, se piensa que puede ser de unos 5000 millones de años.
Las dos estrellas giran sobre sí mismas muy deprisa, siendo su velocidad de rotación de al menos 85 km/s.
Su período de rotación, que es igual al período orbital del sistema, es de 0,46543 días.
El plano orbital está inclinado 66,5º y la órbita es circular.

## Variabilidad
V405 Andromedae es una variable RS Canum Venaticorum muy activa, siendo su amplitud de variación de 0,31 magnitudes.
Estas estrellas poseen cromosferas activas y emiten energía en forma de rayos X; en dicha región del espectro, la luminosidad de V405 Andromedae es de 0,117×1024 W.
Se han observado llamaradas violentas procedentes de V405 Andromedae, detectadas tanto en fotometría como en espectrometría.
Los datos de fotometría muestran que las superficies estelares se hallan cubiertas por grandes manchas, estables durante períodos de más de dos años; posiblemente exista un «nido activo» cuyo período de actividad supera los diez años.
Similares regiones activas de larga duración han sido también observadas en WY Cancri.
Un interesante fenómeno surgido a partir de las medidas fotométricas es la existencia de «erupciones post-llamarada» que perduran al menos tres órbitas.